# Rasbora rasbora
Rasbora rasbora е вид лъчеперка от семейство Шаранови (Cyprinidae). Видът не е застрашен от изчезване.

## Разпространение и местообитание
Разпространен е в Бангладеш, Индия (Асам и Западна Бенгалия), Мианмар, Пакистан и Тайланд.
Обитава сладководни и полусолени басейни. Среща се на дълбочина около 1 m.

## Описание
На дължина достигат до 13 cm.